# Монастырь и церковь Святого Франциска (Понтеведра)
Монастырь Святого Франциска (англ. Convent and church of Saint Francis) — францисканский монастырь, расположенный в центре города Понтеведра, Испания. Готическая церковь Сан-Франциско пристроена к монастырю с юго-восточной стороны.

## Описание
Церковь выполнена в позднеготическом стиле, имеет план в форме латинского креста, с одним нефом, деревянным крытым переходом и четвериком с тремя многоугольными апсидами, перекрытыми ребристыми сводами. Центральный неф, высотой 100 метров и шириной 10 метров, является самым высоким среди всех францисканских церквей в Галисии. Внутри церкви находятся саркофаги Пайо Гомеса Харино, Хуана Фейхоо де Сутомайор и Пелайо де Монтенегро. Снаружи главный фасад имеет остроконечную арку и лепные архивольты.

## История
По некоторым предположениям, монастырь был основан Франциском Ассизским, который останавливался в Понтеведре. Прибытие францисканского ордена в город могло произойти в последней трети XIII века, а здание было построено между 1310 и 1360 годами при финансировании наследников Пайо Гомеса Харино. Монастырь был построен на месте бывшего дома и церкви тамплиеров на земле, принадлежавшей дворянской семье Сутомайор.
Пышность сооружения вызвала зависть членов доминиканского ордена, обосновавшихся в городе, которые завершили строительство своей церкви десятью годами ранее и решили начать в 1380 году строительство другой церкви, более крупной, чем францисканская, с пятью апсидами.

## Галерея

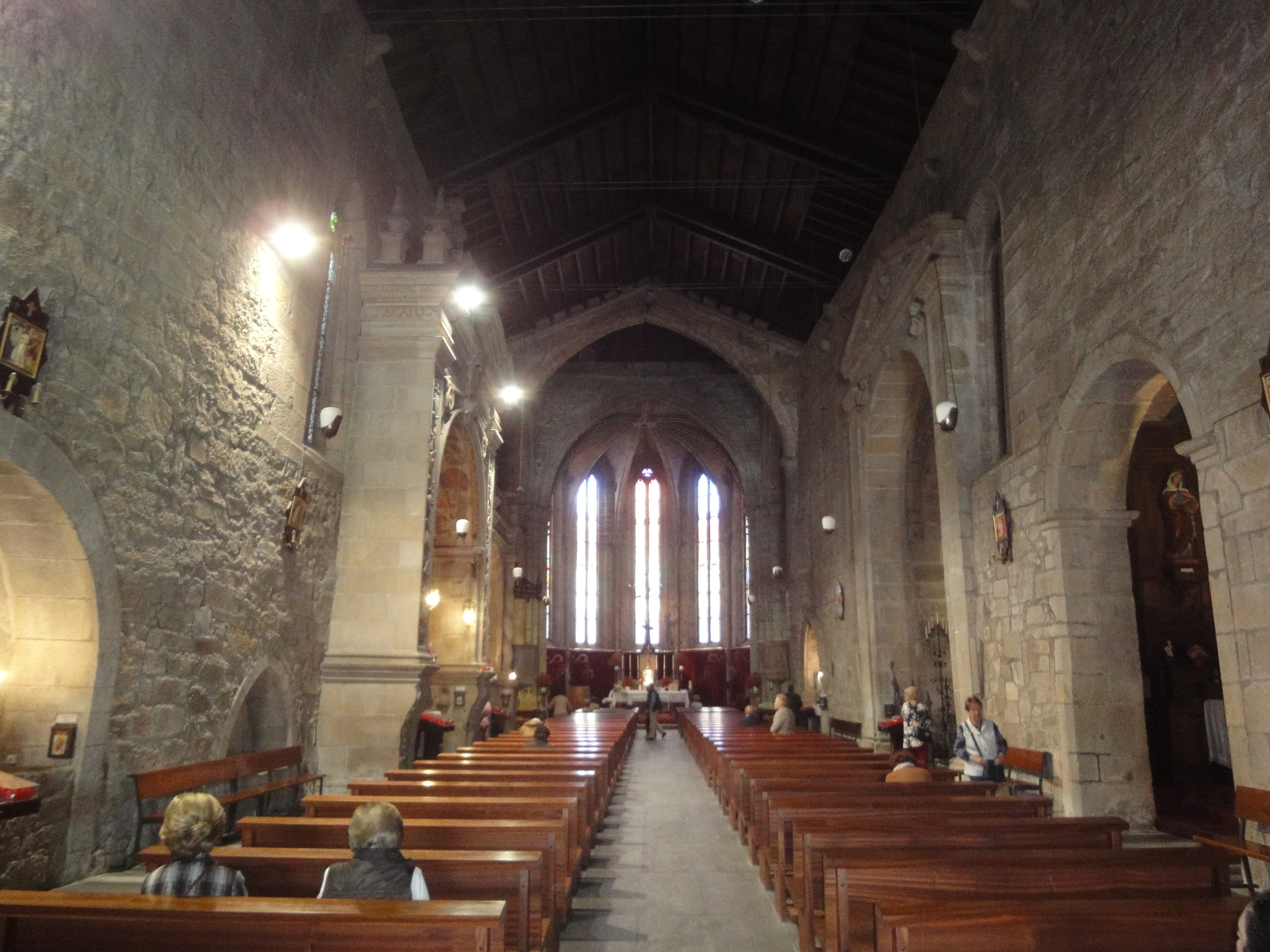
Центральный неф церкви
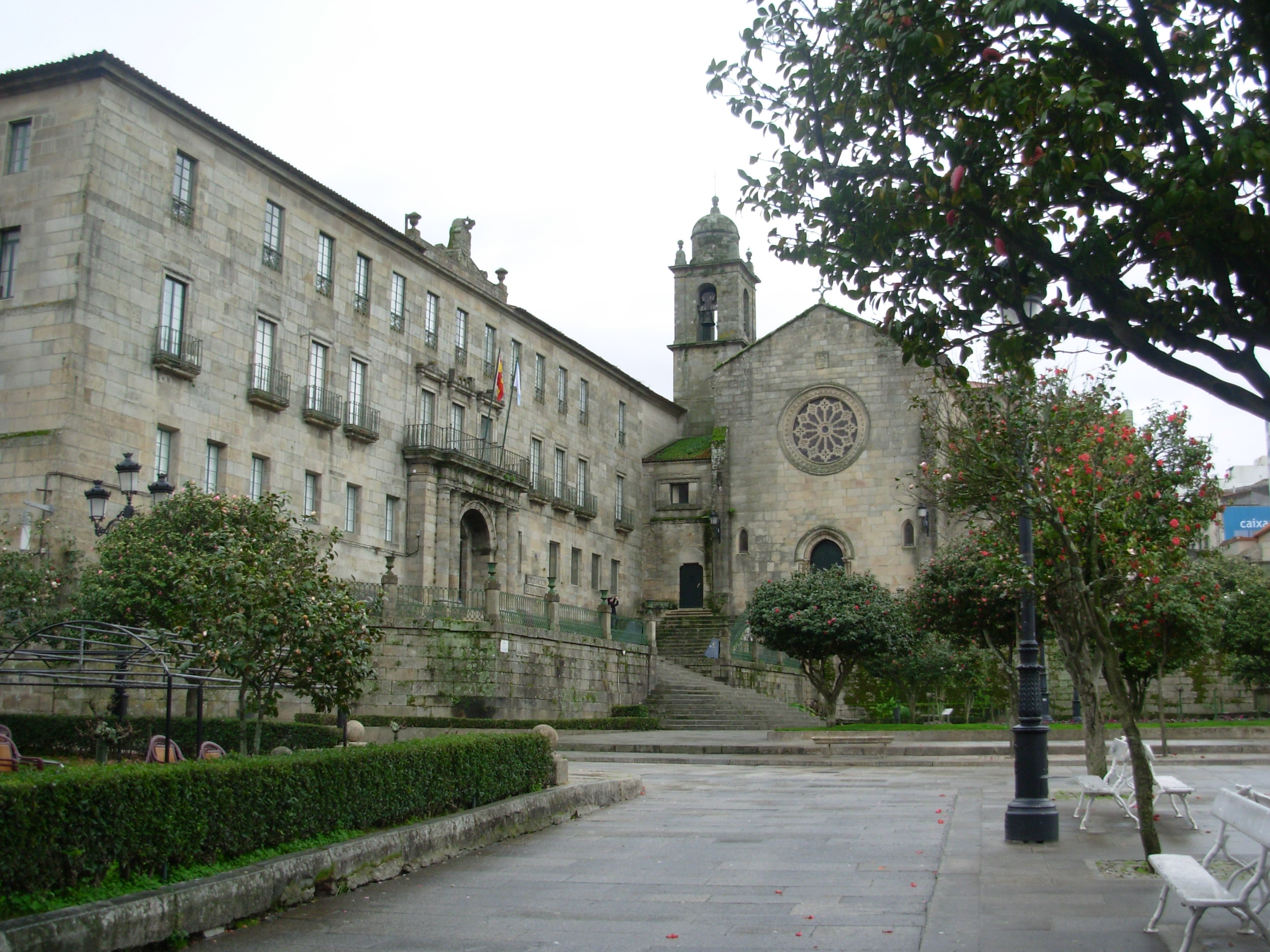
Монастырь
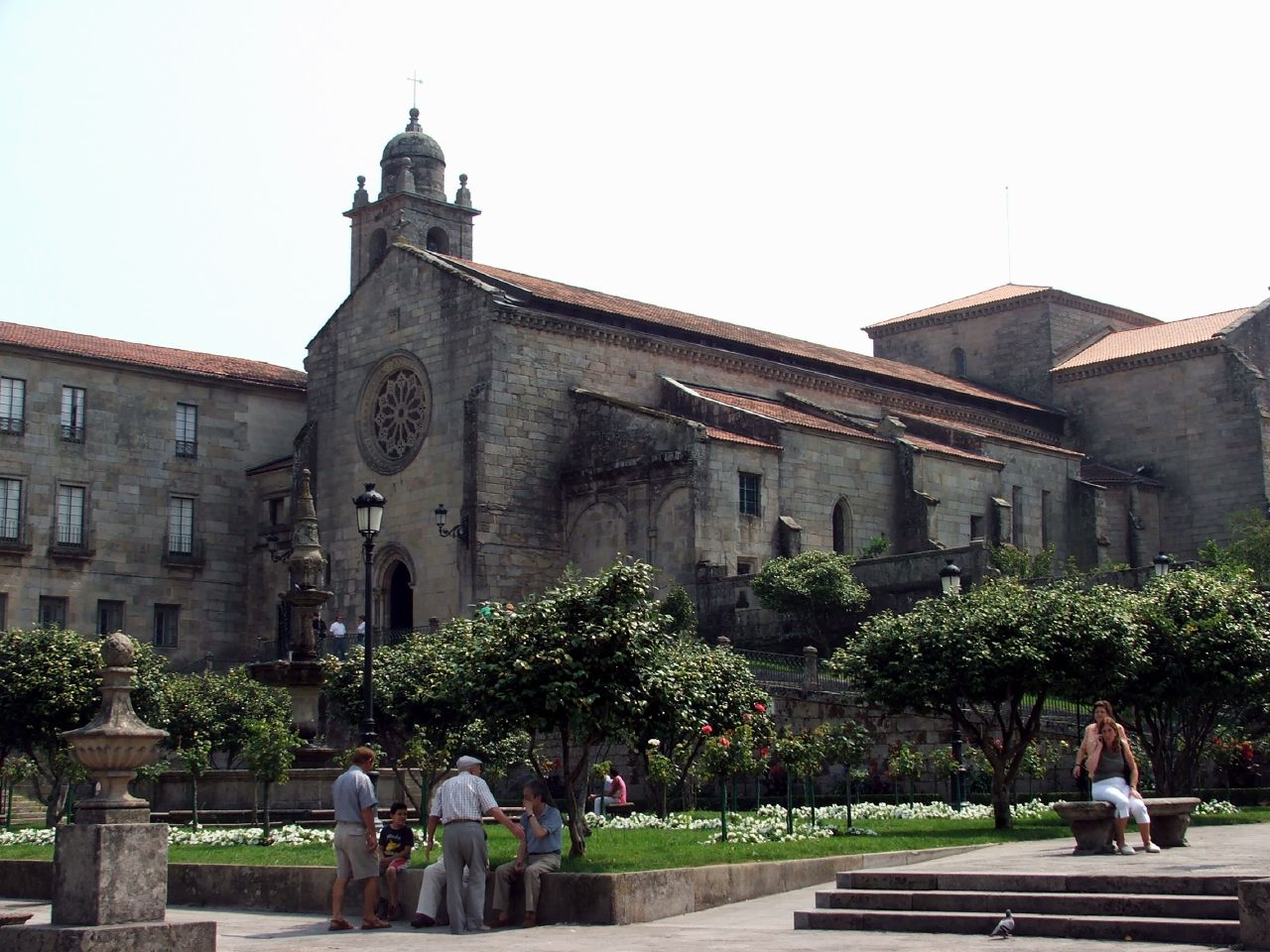
Церковь
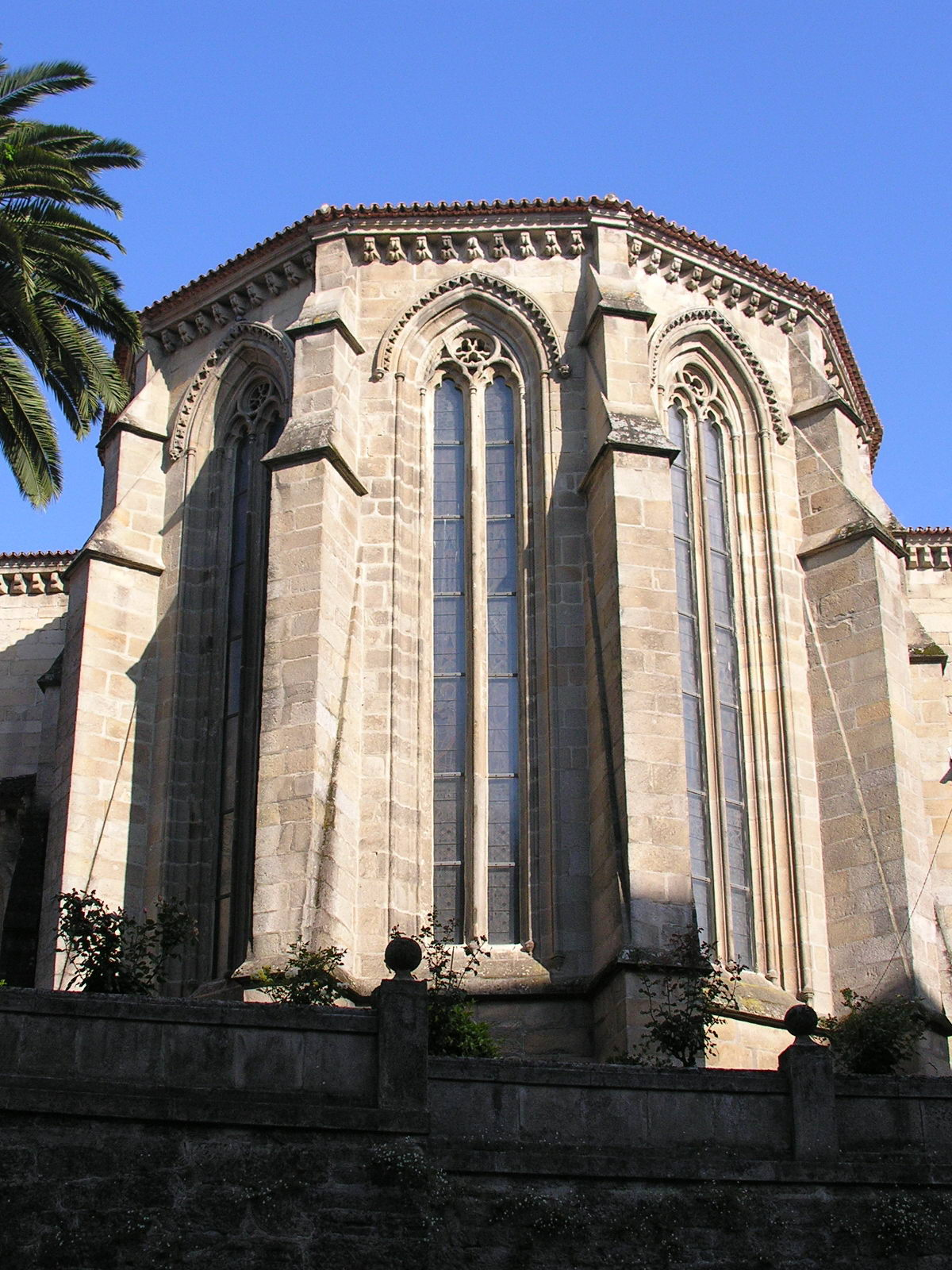
Апсида церкви
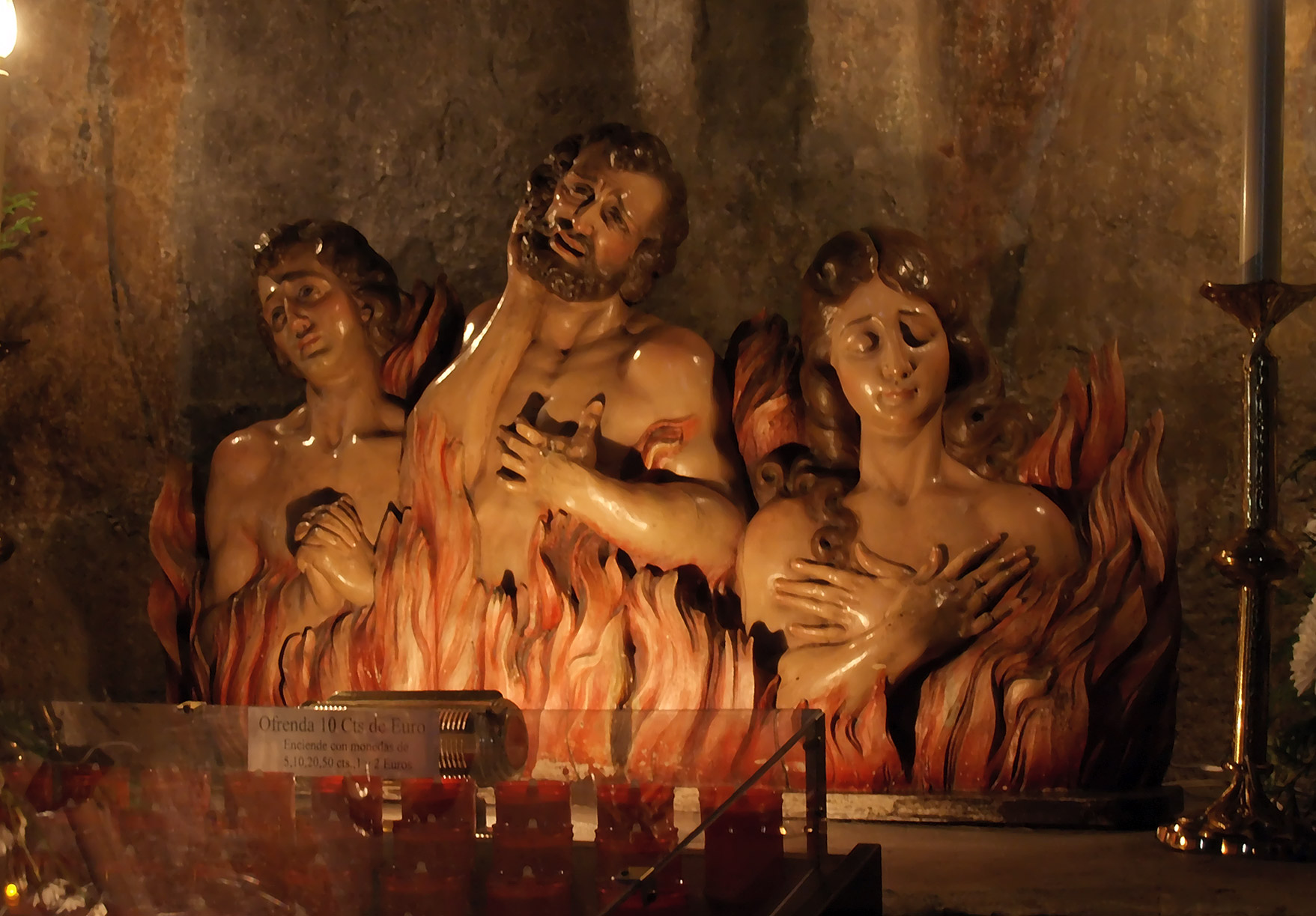
Души в чистилище
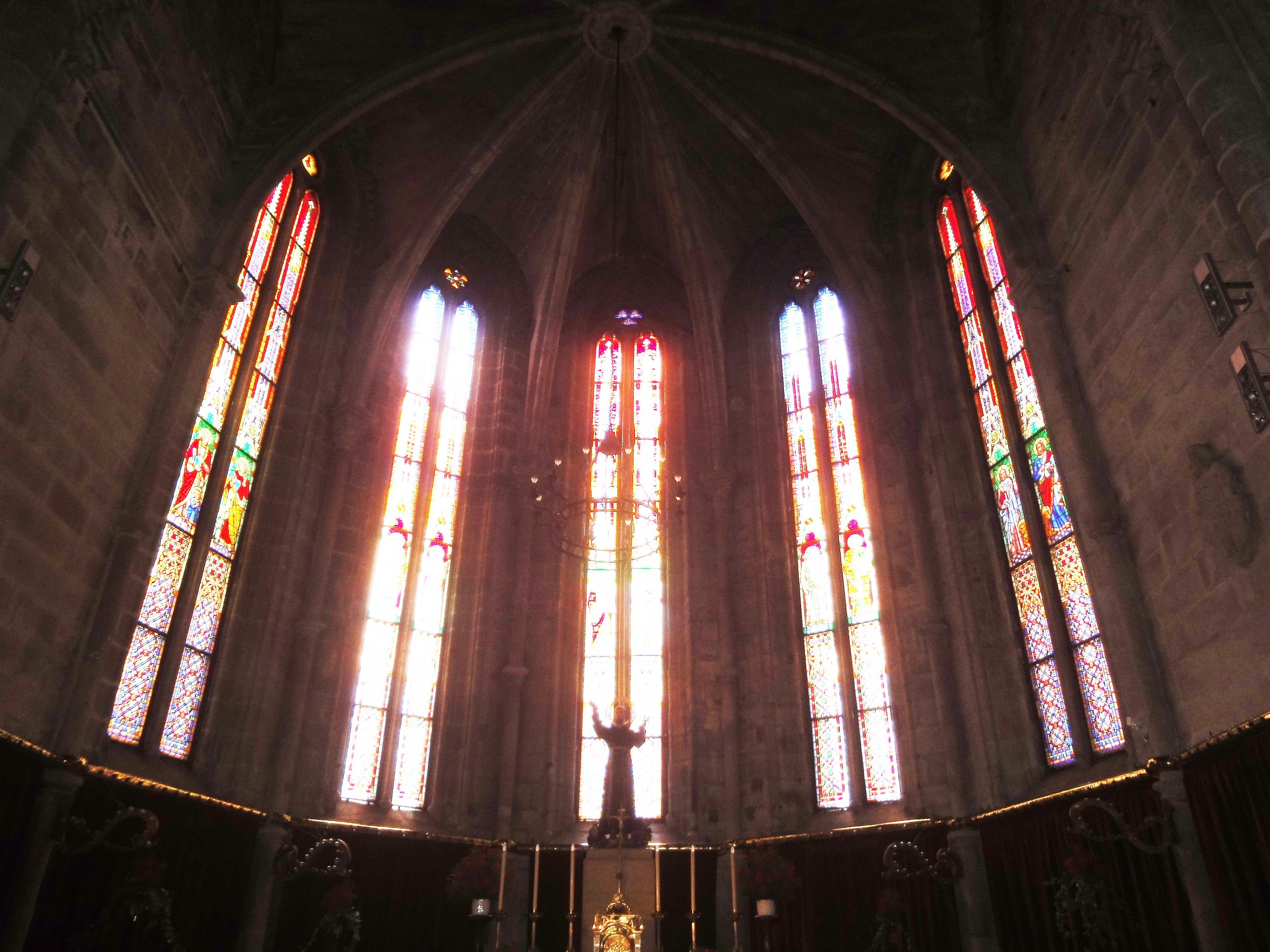
Витражи главного алтаря